# Glen Morgan
Glen Morgan (Nueva York, 12 de julio de 1961) es un productor, guionista y director estadounidense que ha trabajado en películas y series como The X-Files, Millennium, Space: Above and Beyond, la franquicia Destino final, El único, y ha dirigido los remakes de Willard y Black Christmas.
Es muy amigo del también director, guionista y productor James Wong y ha trabajado con él en la mayoría de los proyectos.
En mayo de 2007, Hollywood Reporter dijo que Morgan estaba trabajando en el equipo de producción en la serie The Bionic Woman de NBC's una versión de la serie original como productor ejecutivo.
Al principio estuvo casado con Cindy Morgan, pero más tarde se divorciaron. Ahora está casado con la actriz Kristen Cloke, que también ha trabajado en Space: Above and Beyond, Millennium, Willard, Destino Final, The X-Files y Black Christmas.

## Filmografía

### Como director
- Willard (2003)
- Black Christmas (2006)
- Destino final 3 (2006) (Acreditado Como Segundo Director Unidad)
- The X-Files (2016) y (2018), 3 capítulos.